# Hexatoma tenebrosa
Hexatoma tenebrosa är en tvåvingeart som först beskrevs av Walker 1856.  Hexatoma tenebrosa ingår i släktet Hexatoma och familjen småharkrankar. Inga underarter finns listade i Catalogue of Life.